# Quelque chose dans mon cœur
Singles de Elsa
T'en va pas / Papa, Please Don't Go
(1986) Un roman d'amitié
(1988)
Pistes de Elsa
Jamais nous Celui qui viendra
Quelque chose dans mon cœur est une chanson d'Elsa, sortie en single en 1987 et figurant l'année suivante sur son premier album Elsa. La chanson rencontre le succès en France, atteignant la deuxième place.

## Contexte
À la suite du succès inespéré de T'en va pas, le père d'Elsa, Georges Lunghini, décide de composer une nouvelle mélodie pour sa fille avec la collaboration du compositeur Vincent-Marie Bouvot. Ce dernier vient d'acquérir une solide renommée en signant un an plus tôt la musique du tube Ève lève-toi pour Julie Pietri. Georges Lunghini confie à Pierre Grosz l'écriture des paroles.
Le succès est à nouveau au rendez-vous. Elsa atteint la deuxième place du Top 50 et confirme ses talents de chanteuse, bien que comédienne à l'origine. La chanson reste classée 24 semaines dans le Top 50.

## Thème
Dans le deuxième couplet de la chanson, Elsa évoque l'actrice américaine Ava Gardner dont elle était fascinée. Avec « beaucoup de justesse et de sensibilité », la chanson traite du « passage critique de l'enfance à l'adolescence », tiraillée entre le désir de devenir adulte et la peur de l'inconnu. Les relations avec les parents et les amis sont également évoquées.

## Vidéo-clip
Le clip, réalisé par Véronique Mucret, commence dans une chambre de jeune fille. Puis, on aborde le thème de l'enfance avec des images d'Elsa, petite. Ensuite, on la voit se promener dans un couloir où les portes renferment des idéaux d'avenir, des images du présent. Un clip assez féerique où Elsa évolue tantôt en robe de princesse, tantôt en ado décontractée, tantôt en femme fatale style Ava Gardner, en référence aux paroles de la chanson.

## Réception

### Accueil critique
Une critique parue dans le magazine musical paneuropéen Music & Media indique que Quelque chose dans mon cœur « associe une production romantique grand public à la voix timide et sentimentale d'Elsa. Un bon pari pour les marchés du Benelux »
.

### Accueil commercial
En France, la chanson rencontre le même succès que le précédent single d'Elsa, T'en va pas, mais sans atteindre le sommet du Top 50, bloqué par Boys (Summertime Love) de Sabrina qui était alors numéro un. Quelque chose dans mon cœur débute à la 46e place du Top 50 le 19 décembre 1987, a atteint les dix premières places cinq semaines plus tard et y est resté pendant 11 semaines, culminant à la 2e place le 27 février 1988, et a disparu du Top 50 après 24 semaines. En 1988, le single est certifié disque d'or par le Syndicat national de l'édition phonographique pour plus de 500 000 exemplaires vendus. Dans le classement Eurochart Hot 100 Singles, le titre débute à la 82e place le 9 janvier 1988, a atteint la 7e place la neuvième semaine et est resté dans le classement pendant 21 semaines au total, dont neuf parmi les vingt premières places.

## Supports commerce
| A. | Quelque chose dans mon cœur                | 3:42 |
| B. | Quelque chose dans mon cœur (Instrumental) | 3:42 |

| A. | Quelque chose dans mon cœur (Remix)        | 5:55 |
| B. | Quelque chose dans mon cœur (Instrumental) | 4:50 |

La version du premier pressage figure sur l'album Elsa ainsi que sur le mini CD de Jour de neige. La version remix figure sur la compilation Elsa, l'essentiel 1986-1993 sortie en 1996.
Elsa a interprété la chanson lors de tous ses concerts publics. Quelque chose dans mon cœur apparaît aussi sur le CD live et le DVD éponyme Connexion Live.

## Classements et certifications
| Classement (1987–88)          | Meilleure position |
| ----------------------------- | ------------------ |
| Europe (Eurochart Hot 100)    | 7                  |
| France (SNEP)                 | 2                  |
| Québec (Palmarès francophone) | 30                 |

| Classement (1988)          | Position |
| -------------------------- | -------- |
| Europe (Eurochart Hot 100) | 57       |
| France (SNEP)              | 10       |

### Certification
| Pays                                                             | Certification | Ventes certifiées |
| ---------------------------------------------------------------- | ------------- | ----------------- |
| France (SNEP)                                                    | Or            | 500 000*          |
| *Ventes selon la certification xNon précisé par la certification |               |                   |

## Anecdotes
Ce single a confirmé les talents de chanteuse d'Elsa et a eu un succès d'estime en Allemagne.
1987 voit l'avènement d'une autre enfant star, Vanessa Paradis, qui jusqu'à la fin des années 1980, sera mise en rivalité avec Elsa. Rivalité infondée, créée de toutes pièces par les médias, comparant à qui mieux mieux, les deux stars en herbe du Top 50 de l'époque.